# Драгана Бечејски Вујаклија
Драгана Бечејски Вујаклија (Београд, 7. мај 1953) инжењер је организационих наука, универзитетски професор.

## Биографија
Докторирала је 1992. године на Факултету организационих наука. У докторату је антиципирала концепт у свету промовисан као „Data Warehouse“ (1993). Теоријски је поставила прве управљачке игре („management games“) у Србији, из области рачунаром подржаног одлучивања, практично их реализовала у предузећима и документовала у истоименој монографији (1997). Предавала је на Војнотехничкој академији, а од 2001. године је професор на ФОН-у. Гостујући је професор на Економском факултету у Подгорици и „Фридрих Шилер“ Универзитету у Јени (Немачка). Основна област научног рада су јој пословни информациони системи. Од 2004. до 2008. године била је директор Центра PRISMA, у којем је, под покровитељством Министарства одбране Велике Британије, преквалификовано преко 600 официра. Главни је и одговорни уредник научног часописа ИнфоМ (од оснивања, 2001. до 2012), саоснивач је међународног научног часописа ComSIS (издавач конзорцијум домаћих универзитета, на SCI листи од 2008. год.), стални је рецензент часописа Journal of Systemic, Cybernetics and Informatics и Review of Business (издавачи универзитети из САД). Оснивач је прве у Србији Мајкрософтове академије информационих технологија, на ФОН-у. Члан је Комисије за стандарде из области софтверског инжењерства при Институту за стандардизацију, члан је Извршног одбора удружења ИТ Вештак (удружења судских вештака у области ИТ). Од 2013. године, потпредседник је Друштва за информатику Србије.

## Напомена
Изворни текст, добијен од аутора Николе Марковића, писан је за потребе Српске енциклопедије.